# Суворовський (Чечня)
Суворовський (рос. Суворовский) — хутір у Наурському районі Чечні Російської Федерації.
Населення становить 268 осіб. Входить до складу муніципального утворення Ніколаєвське сільське поселення.

## Історія
Згідно із законом від 14 липня 2008 року органом місцевого самоврядування є Ніколаєвське сільське поселення.

## Населення
| 1990 | 2002 | 2010 |
| ---- | ---- | ---- |
| 336  | ↘182 | ↗268 |